# Герань сибирская
Герань сибирская (лат. Geránium sibíricum) — травянистое растение, вид рода Герань семейства Гераниевые (Geraniaceae).
Небольшое многолетнее растение родом из умеренных районов Азии и Восточной Европы, завезённое во многие регионы мира. От других гераней отличается небольшими одиночными цветками на длинных цветоножках.

## Ботаническое описание
Многолетнее травянистое растение 40—60 см высотой с тонким корнем, высота иногда бывает до 1м . Стебли сильно ветвистые, восходящие, покрытые прижатыми волосками, направленными к основанию.
Листья на черешках до 7 см длиной, покрытых прижатым опушением, в очертании округло-пятиугольные, 3—3,5 см в диаметре, пальчаторассечённые на 5 узкоромбических долей, каждая из которых с крубнозубчатым краем. Прилистники треугольно-шиловидные, до 8 мм длиной.
Цветки одиночные, редко по два, на цветоносах до 4 см длиной, покрытых прижатым опушением. Чашелистики около 6,5 мм длиной, продолговато-яйцевидной формы, с заострённым концом, щетинисто-опушённые. Лепестки венчика до 1,5 см длиной, с выемкой на конце, белые, с пурпурными жилками. Прицветники шиловидные, 3—7 мм длиной.
Плод — стеригма с клювовидным носиком 1,5—1,7 см длиной, семена 2×1,5 мм, гладкие, бурые.

## Распространение
Родина растения — Восточная Европа и Азия. Завезена в Северную Америку, где широко распространяется.
Растёт как сорное растение на выгонах, залежах, около жилья и возле дорог, часто по лесным гарям.

## Химический состав
Листья содержат от 170 до 280 мг % аскорбиновой кислоты.

## Значение и применение
Плоды охотно поедаются рябчиком и составляют основой корм в годы неурожая других ягод.
Скотом поедается плохо.
Надземные части используют в корейской и китайской медицине как вяжущее и противопоносное средство. В Японии и на Сахалине отвар травы употребляли при диарее, дизентерии, волчанке, бери-бери, простуде, болезнях сердца, воспалениях яичек. Соком и отваром обмывали раны и опухоли. Траву используют в тибетской медицине при конъюнктивите и пневмонии. В Индии используется как вяжущее, ранозаживляющее и мочегонное средство. В русской народной медицине отвар травы считается хорошим средством при поносе, дизентерии, коликах, кровоостанавливающим и маточным средством. Траву применяли в Приморье при детской диспепсии. Нанайцы используют корни и траву в качестве вяжущего средства.

## Таксономия
Вид был впервые действительно описан во 2-м томе книги Species plantarum Карла Линнея, датой публикации которой считается 1 мая 1753 года.

### Синонимы
- Geranium acrocarphum Ledeb., 1842
- Geranium amurense Tsyren., 2006
- Geranium europaeum Popov, 1949
- Geranium ruthenicum R.Uechtr., 1873
- Geranium variabile Moench, 1794